# Rochester (Texas)
Rochester es un pueblo ubicado en el condado de Haskell en el estado estadounidense de Texas. En el Censo de 2010 tenía una población de 324 habitantes y una densidad poblacional de 365,78 personas por km².

## Geografía
Rochester se encuentra ubicado en las coordenadas 33°18′51″N 99°51′23″O / 33.31417, -99.85639. Según la Oficina del Censo de los Estados Unidos, Rochester tiene una superficie total de 0.89 km², de la cual 0.89 km² corresponden a tierra firme y (0%) 0 km² es agua.

## Demografía
Según el censo de 2010, había 324 personas residiendo en Rochester. La densidad de población era de 365,78 hab./km². De los 324 habitantes, Rochester estaba compuesto por el 72.53% blancos, el 6.48% eran afroamericanos, el 0.62% eran amerindios, el 0% eran asiáticos, el 0% eran isleños del Pacífico, el 16.67% eran de otras razas y el 3.7% pertenecían a dos o más razas. Del total de la población el 37.35% eran hispanos o latinos de cualquier raza.

## Localidades cercanas
El siguiente diagrama representa las localidads en un radio de 24 km alrededor de Rochester. 